# Verfassungsreferendum in Mali 2023
Das Verfassungsreferendum in Mali war ursprünglich für den 9. Juli 2017 vorgesehen, aber Ende Juni 2017 ohne festes Datum verschoben. Im April 2021 wurde es für den 31. Oktober 2021 angekündigt, jedoch aufgrund des Staatsstreichs in Mali im Jahr 2021 erneut auf unbestimmte Zeit verschoben. Es wurde mitgeteilt, es solle bis 2024 abgehalten werden. Später wurde der Termin auf den 19. März 2023 angesetzt, aber erneut verschoben. Schließlich wurde am 5. Mai 2023 per Dekret der regierenden Junta bekannt gegeben, dass das Verfassungsreferendum am 18. Juni 2023 stattfinden soll. Die neue Verfassung wurde mit 97,00 % der abgegebenen Stimmen angenommen, was einer Wahlbeteiligung von 39,40 % der registrierten Wähler entspricht, was einem leichten Rückgang gegenüber dem Text von 1992 entspricht.

## Verfassungsrechtliche Änderungen
Die Verfassungsänderungen in Mali beinhalten mehrere Maßnahmen. Zunächst sollen gemäß einem Abkommen von 2015 mit den Separatisten im Norden des Landes neue Regionen geschaffen werden. Des Weiteren werden die Befugnisse des Präsidenten gestärkt, indem er ein Drittel der Mitglieder des neu geschaffenen Senats ernennen kann. Diese Vertretung basiert auf den Regionen und ermöglicht dem dünn besiedelten, aber ausgedehnten Norden eine stärkere Präsenz. Der Präsident erhält auch die Befugnis, den Präsidenten des Verfassungsgerichts zu ernennen. Zusätzlich sollen in den zehn Regionen Malis, einschließlich der beiden neuen Regionen im Norden, gewählte Regionalräte etabliert werden. Ein weiterer Bestandteil ist die Einrichtung eines Rechnungshofs.

## Proteste
Am 2. Juli 2017 kam es in Bamako zu Protesten, wegen der Vorschläge, dem Präsidenten mehr Befugnisse zu geben. Dies geschah im Vorfeld eines Besuchs des französischen Präsidenten Emmanuel Macron.